# Eo biển Tsushima

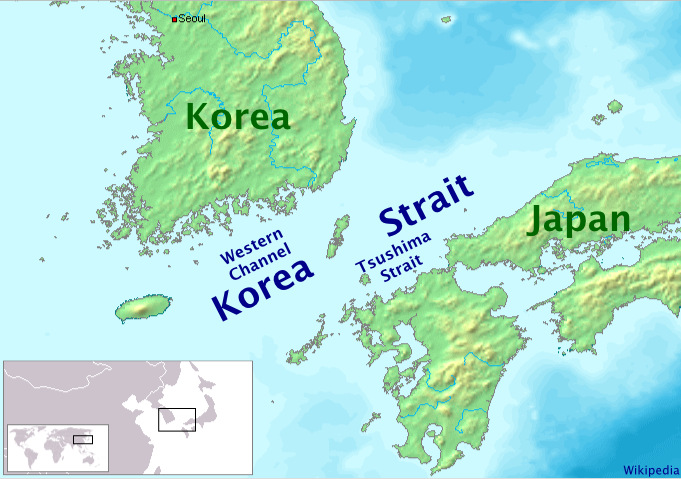
Eo biển Tsushima nằm giữa đảo Tsushima và đảo Iki

Eo biển Tsushima tức eo biển Đối Mã là eo biển nằm giữa đảo Tsushima và Ikinoshima, và là một phần của eo biển Triều Tiên giữa bán đảo Triều Tiên và đảo Kyushu.
Ở Nhật Bản thì ngược lại, Đối Mã dùng cho toàn thể eo biển Triều Tiên.